# Literaturjahr 1992
Liste der Literaturjahre

◄◄ | ◄ | 1988 | 1989 | 1990 | 1991 | Literaturjahr 1992 | 1993 | 1994 | 1995 | 1996 | ► | ►►

Weitere Ereignisse

## Ereignisse
Die Tabula Cortonensis, eine 2300 Jahre alte mit einer etruskischen Inschrift versehene Bronzetafel wird in Italien entdeckt und der Polizei von Cortona übergeben. Der Text mit 32 Zeilen ist das drittlängste bisher gefundene Schriftzeugnis der etruskischen Sprache.

### Literaturpreise
- Literaturnobelpreis: Derek Walcott[1]

- Nebula Award

- Connie Willis, Doomsday Book, Die Jahre des Schwarzen Todes, Kategorie: Bester Roman
- James Morrow, City of Truth, Die Stadt der Wahrheit, Kategorie: Bester Kurzroman
- Pamela Sargent, Danny Goes to Mars, Danny fliegt zum Mars, Kategorie: Beste Erzählung
- Connie Willis, Even the Queen, Sogar die Königin, Kategorie: Beste Kurzgeschichte

- Hugo Award

- Lois McMaster Bujold, Barrayar, Barrayar, Kategorie: Bester Roman
- Nancy Kress, Beggars in Spain, Bettler in Spanien, Kategorie: Bester Kurzroman
- Isaac Asimov, Gold, Gold, Kategorie: Beste Erzählung
- Geoffrey A. Landis, A Walk in the Sun, Mit der Sonne um die Wette, Kategorie: Beste Kurzgeschichte

- Locus Award

- Lois McMaster Bujold, Barrayar, Barrayar, Kategorie: Bester SF-Roman
- Sheri S. Tepper, Beauty, Die Schöne, Kategorie: Bester Fantasy-Roman
- Dan Simmons, Summer of Night, Sommer der Nacht, Bester Dark Fantasy/Horror-Roman
- Kathe Koja, The Cipher, Bester Erstlingsroman
- Kristine Kathryn Rusch, The Gallery of His Dreams, Die Galerie seiner Träume, Kategorie: Bester Kurzroman
- Dan Simmons, All Dracula's Children, Kategorie: Beste Erzählung
- John Kessel, Buffalo, Kategorie: Beste Kurzgeschichte
- Howard Waldrop, Night of the Cooters: More Neat Stories, Kategorie: Beste Sammlung
- Lou Aronica & Amy Stout & Betsy Mitchell, Full Spectrum 3, Kategorie: Beste Anthologie

- Kurd-Laßwitz-Preis

- Christian Mähr, Fatous Staub, Kategorie: Bester Roman
- Horst Pukallus, Das Blei der Zeit, Kategorie: Beste Erzählung
- Peter Schattschneider, Pflegeleicht, Kategorie: Beste Kurzgeschichte
- Iain M. Banks, Die Wespenfabrik, Kategorie: Bestes ausländisches Werk
- Irene Bonhorst, Kategorie: Bester Übersetzer

- Philip K. Dick Award

- Richard Grant, Through the Heart

- Booker Prize: Michael Ondaatje, The English Patient und Barry Unsworth, Sacred Hunger
- Friedenspreis des Deutschen Buchhandels: Amos Oz
- Ingeborg-Bachmann-Preis: Alissa Walser, Geschenkt
- Prix Goncourt: Patrick Chamoiseau, Texaco
- Pulitzer Prize for Drama: Robert Schenkkan, The Kentucky Cycle
- Pulitzer Prize for Fiction: Jane Smiley, A Thousand Acres
- Pulitzer Prize for Poetry: James Tate, Selected Poems
- Bill Duthie Booksellers’ Choice Award: Robert Bringhurst und Ulli Steltzer (Fotografie), The Black Canoe: Bill Reid and the Spirit of Hakla Gwaii
- Dorothy Livesay Poetry Prize: Barry McKinnon, Pulplog
- Ethel Wilson Fiction Prize: Don Dickinson, The Crew
- Floyd S. Chalmers Award in Ontario History: Franca Iacovetta, Such Hardworking People: Italian Immigrants in Postwar Toronto
- Hubert Evans Non-Fiction Prize: Rosemary Neering, Down the Road: Journeys through Small-Town British Columbia
- Journey Prize: Rozena Maart, No Rosa, No District Six
- Marian Engel Award: Joan Barfoot
- Roderick Haig-Brown Regional Prize: Herb Hammond, Seeing the Forest Among the Trees
- Trillium Book Award: Michael Ondaatje, The English Patient
- Premio Nadal: Alejandro Gándara, Ciegas esperanzas
- Georg-Brandes-Preis: Frederik Julius Billeskov Jansen, Kierkegaard-monografi
- Søren-Gyldendal-Preis: Jørgen Jensen
- Kritikerprisen (Dänemark): Peer Hultberg, Byen og verden
- Weekendavisens litteraturpris: Birgitte Possing, Viljens styrke. Natalie Zahle – En biografi om køn, dannelse og magtfuldkommenhed
- Kritikerprisen (Norwegen): Dag Solstad, Ellevte roman, bok atten

## Neuerscheinungen
Belletristik
- Die Akte – John Grisham
- Briefe der Liebe – Maria Nurowska
- Die Brücken am Fluß – Robert James Waller
- Dark Force Rising – Timothy Zahn
- Dolores – Stephen King
- Endlich ausatmen – Terry McMillan
- Der englische Patient – Michael Ondaatje
- Der Fuchs war damals schon der Jäger – Herta Müller
- Gefahr im Verzug (Jugendkrimi) – Peter Lerangis
- Der Hund, der unterwegs zu einem Stern war (Kinderroman) – Henning Mankell
- The Hundred-Light-Year Diary – Greg Egan
- Kitchen – Banana Yoshimoto
- Leviathan – Paul Auster
- Paarungen – Peter Schneider
- Quarantine – Greg Egan
- Die Sache mit B. – Hans Joachim Schädlich
- Schlafes Bruder – Robert Schneider
- The Shadow Rising – Robert Jordan
- Snow Crash – Neal Stephenson
- Sowieso und überhaupt – Christine Nöstlinger
- Das Spiel – Stephen King

Autobiografie
- Weiter leben. Eine Jugend – Ruth Klüger

Drama
- Tätowierung – Dea Loher (UA 1992)

Weitere Literatur
- I want a president – Zoe Leonard
- Maus – Die Geschichte eines Überlebenden (Bd. 2: Und hier begann mein Unglück) – Art Spiegelman
- Rede und Antwort – Pierre Bourdieu
- Der Regenbogenfisch – Marcus Pfister
- Der Zauberpudding. Die Abenteuer des Bunyip Bluegum (Kinderbuch) – Norman Lindsay
- Zinkjungen – Swetlana Alexijewitsch

## Geboren
- 16. Januar: Ronja von Rönne, deutsche Schriftstellerin, Journalistin und Moderatorin
- 28. Januar: Slata Roschal, deutsche Lyrikerin, Schriftstellerin und Literaturwissenschaftlerin
- 29. Januar: Tonio Schachinger, österreichischer Schriftsteller
- 09. Mai: Kim de l’Horizon, schriftstellernde Schweizer Person
- 17. Juni: Elvira Sastre, spanische Anglistin, Lyrikerin, Schriftstellerin und Übersetzerin
- 23. Oktober: Elisa Shua Dusapin, Schweizer Schriftstellerin
- 30. Oktober: Édouard Louis, französischer Schriftsteller

### Genaues Datum unbekannt
- Ben Brooks, britischer Schriftsteller
- Leander Fischer, österreichischer Schriftsteller
- Charlotte Gneuß, deutsche Schriftstellerin
- Mona Kasten, deutsche Schriftstellerin
- Luca Kieser, deutscher Schriftsteller
- Miku Sophie Kühmel, deutsche Schriftstellerin

## Gestorben
- 08. Januar: Gerhard Mensching, deutscher Schriftsteller, Puppenspieler und Germanist (* 1932)
- 06. Februar: Felix Rexhausen, deutscher Journalist, Autor und Satiriker (* 1932)
- 10. Februar: Alex Haley, US-amerikanischer Schriftsteller (* 1921)
- 14. Februar: Elisabeth Schnack, Schweizer Schriftstellerin (* 1899)
- 16. Februar: George MacBeth, schottischer Dichter und Schriftsteller (* 1932)
- 17. März: Monika Mann, deutsche Schriftstellerin (* 1910)
- 25. März: William Sears, US-amerikanischer Autor (* 1911)
- 30. März: Werner Koch, deutscher Schriftsteller (* 1926)
- 25. April: Werner Steinberg, deutscher Schriftsteller (* 1913)
- 26. April: Jack Dunphy, US-amerikanischer Tänzer, Romancier und Dramatiker (* 1914)
- 13. Mai: Gisela Elsner, deutsche Schriftstellerin (* 1937)
- 17. Juni: Frederick Exley, US-amerikanischer Schriftsteller (* 1929)
- 25. Juli: Kurt Lütgen, deutscher Schriftsteller (* 1911)
- 29. August: Mary Norton, britische Kinderbuchautorin (* 1903)
- 08. September: Hans-Otto Meissner, deutscher Diplomat und Schriftsteller (* 1909)
- 14. September: Bruce Hutchison, kanadischer Schriftsteller und Journalist (* 1901)
- 20. September: Rudolf Jacquemien, deutscher Schriftsteller und Journalist in der Sowjetunion (* 1908)
- 24. Oktober: Mohammad Ibraheem Khwakhuzhi, afghanischer Schriftsteller und Dichter (* 1928)
- 01. November: David Ignatz Neumann, österreichisch-israelischer Lyriker, Messerschmied und Politiker (* 1894)
- 07. November: Richard Yates, US-amerikanischer Schriftsteller (* 1926)
- 04. Dezember: Walter Hasenclever, deutsch-amerikanischer Autor und literarischer Übersetzer (* 1910)
- 17. Dezember: Günther Anders, deutschsprachiger Philosoph und Essayist (* 1902)
- 26. Dezember: Klaus Beuchler, deutscher Journalist und Schriftsteller (* 1926)